# Pamela Blair
Pamela Blair, nota anche con lo pseudonimo di Pam Blair (Bennington, 5 dicembre 1949 – Phoenix, 23 luglio 2023), è stata un'attrice, cantante e ballerina statunitense, attiva in campo televisivo, cinematografico e teatrale.

## Biografia
Lavorò a Broadway in una decina di musical e opere di prosa durante gli anni 70 e 80, tra cui Promises, Promises (1968), Sugar (1972), Seesaw (1972), A Chorus Line (1975), The Best Little Whorehouse in Texas (1978) e King of the Hearts (1978). Per le sue apparizioni sulle scene newyorchesi vinse un Theatre World Award e ottenne una candidatura al Drama Desk Award.
Recitò nella soap opera La valle dei pini ottenendo una candidatura per il Premio Emmy per la migliore attore o attrice ospite in una serie drammatica nel 1987. Ha inoltre recitato in alcuni film, tra cui Annie e La dea dell'amore.
È morta nel 2023 all'età di 73 anni.

## Vita privata
Fu sposata con l'attore Don Scardino dal 1984 fino al divorzio nel 1991.

## Filmografia parziale

### Cinema
- Annie, regia di John Huston (1982)
- La dea dell'amore (Mighty Aphrodite), regia di Woody Allen (1995)
- Prima e dopo (Before and After), regia di Rosellen Brown (1996)
- 21 grammi (21 Grams), regia di Alejandro González Iñárritu (2003)

### Televisione
- I Ryan (Ryan's Hope) - serie TV, 9 episodi (1980)
- La ragazza e il professore (Svengali) - film TV, regia di Anthony Harvey (1983)
- Quando si ama (Loving) - serie TV, 4 episodi (1983-1985)
- La valle dei pini (All My Children) - serie TV, 4 episodi (1985-1992)
- I Robinson (The Cosby Show) - serie TV, episodi 5x21 e 5x24 (1989)
- Law & Order - I due volti della giustizia (Law & Order) - serie TV, episodio 4x15 (1994)
- Destini (Another World) - serie TV, 4 episodi (1994)
- Cosby indaga (The Cosby Mysteries) - serie TV, episodio 1x05 (1994)

- Sabrina, vita da strega (Sabrina, the Teenage Witch) - serie TV, episodio 2x26 (1998)

### Doppiaggio
- Beavis & Butt-Head alla conquista dell'America (Beavis and Butt-Head do America), regia di Mike Judge (1996)